# Saint-Aubin-d'Écrosville
Saint-Aubin-d'Écrosville är en kommun i departementet Eure i regionen Normandie i norra Frankrike. Kommunen ligger i kantonen Le Neubourg som tillhör arrondissementet Évreux. År 2022 hade Saint-Aubin-d'Écrosville 749 invånare.

## Befolkningsutveckling
Antalet invånare i kommunen Saint-Aubin-d'Écrosville
Referens:INSEE